# Rudi Knabl
Rudi Knabl (* 22. September 1912 in München; † 15. Juli 2001 in Garatshausen) war ein bayerischer Zithervirtuose.
Knabl, Sohn eines Gastwirtehepaares, wuchs im Chiemgau auf. Er lernte in der frühen Jugend das Zitherspielen. Zu seinen Lehrern gehörte Fritz Mühlhölzl. Später trat er unter anderem mit Hans Groher, Heinz Kulzer sowie mit dem Bauerntheater des Ferdinand Weisheitinger auf. Viele Jahre war er fest als Zitherspieler beim Bayerischen Rundfunk engagiert.
Rudi Knabl wurde auf dem Waldfriedhof in Gauting beigesetzt.

## Auszeichnungen
- Silberne Zither der Association Francaise de la Musique Recreative (1973)
- Bundesverdienstkreuz am Bande (12. September 1978)[2]
- Goldene Verdienstmedaille des Bayerischen Rundfunks (1982)
- Bayerischer Verdienstorden (1993)